# Ďanová
Ďanová (hongrois : Deánfalva) est un village de Slovaquie situé dans la région de Žilina.

## Histoire
La première mention écrite du village date de 1252.

## Démographie

### Évolution de la population
| Année:               | 1994. | 2004.   | 2014.    | 2024.   |
| -------------------- | ----- | ------- | -------- | ------- |
| Nombre de personnes: | 474   | 488     | 559      | 554     |
| Différence:          |       | +2,95 % | +14,54 % | -0,89 % |

| Année:               | 2023. | 2024.   |
| -------------------- | ----- | ------- |
| Nombre de personnes: | 562   | 554     |
| Différence:          |       | -1,42 % |